# Mohamed Barakat
Mohamed Barakat (in arabo محمد بركات‎?; Il Cairo, 20 novembre 1976) è un ex calciatore egiziano, di ruolo attaccante.

## Statistiche

### Presenze e reti nei club
Statistiche aggiornate al 30 giugno 2013.
| Stagione        | Squadra         | Campionato      | Campionato | Campionato | Coppe nazionali | Coppe nazionali | Coppe nazionali | Coppe continentali | Coppe continentali | Coppe continentali | Altre coppe | Altre coppe | Altre coppe | Totale | Totale |
| Stagione        | Squadra         | Comp            | Pres       | Reti       | Comp            | Pres            | Reti            | Comp               | Pres               | Reti               | Comp        | Pres        | Reti        | Pres   | Reti   |
| --------------- | --------------- | --------------- | ---------- | ---------- | --------------- | --------------- | --------------- | ------------------ | ------------------ | ------------------ | ----------- | ----------- | ----------- | ------ | ------ |
| 2004-2005       | Al-Ahly         | PL              | 20         | 8          | CE              | 1               | 0               | CCL                | 13                 | 7                  | -           | -           | -           | 34     | 15     |
| 2005-2006       | Al-Ahly         | PL              | 15         | 9          | CE              | 3               | 0               | CCL                | 2                  | 0                  | SE+SA+Cmc   | 1+0+2       | 0           | 21     | 9      |
| 2006-2007       | Al-Ahly         | PL              | 4          | 1          | CE              | 3               | 0               | CCL                | 12                 | 1                  | SE+SA+Cmc   | 1+0+0       | 0           | 20     | 2      |
| 2007-2008       | Al-Ahly         | PL              | 21         | 6          | CE              | 0               | 0               | CCL                | 11                 | 2                  | SE          | 1           | 0           | 33     | 8      |
| 2008-2009       | Al-Ahly         | PL              | 25         | 10         | CE              | 2               | 0               | CCL+CC             | 3+0                | 3                  | SE+SA+Cmc   | 0+1+2       | 0           | 33     | 13     |
| 2009-2010       | Al-Ahly         | PL              | 19         | 1          | CE              | 5               | 1               | CCL                | 10                 | 1                  | SE          | 0           | 0           | 34     | 3      |
| 2010-2011       | Al-Ahly         | PL              | 24         | 3          | CE              | 0               | 0               | CCL                | 2                  | 1                  | SE          | 1           | 0           | 27     | 4      |
| 2011-2012       | Al-Ahly         | PL              | 7          | 1          | -               | -               | -               | CCL                | 11                 | 1                  | -           | -           | -           | 18     | 2      |
| 2012-2013       | Al-Ahly         | PL              | 13         | 3          | CE              | 0               | 0               | CCL                | 4                  | 1                  | SE+SA+Cmc   | 1+1+2       | 0+1+0       | 21     | 5      |
| Totale carriera | Totale carriera | Totale carriera | 148        | 42         |                 | 14              | 1               |                    | 68                 | 17                 |             | 13          | 1           | 243    | 61     |

### Cronologia presenze e reti in nazionale
| Cronologia completa delle presenze e delle reti in nazionale ― Egitto | Cronologia completa delle presenze e delle reti in nazionale ― Egitto | Cronologia completa delle presenze e delle reti in nazionale ― Egitto | Cronologia completa delle presenze e delle reti in nazionale ― Egitto | Cronologia completa delle presenze e delle reti in nazionale ― Egitto | Cronologia completa delle presenze e delle reti in nazionale ― Egitto | Cronologia completa delle presenze e delle reti in nazionale ― Egitto | Cronologia completa delle presenze e delle reti in nazionale ― Egitto |
| Data                                                                  | Città                                                                 | In casa                                                               | Risultato                                                             | Ospiti                                                                | Competizione                                                          | Reti                                                                  | Note                                                                  |
| --------------------------------------------------------------------- | --------------------------------------------------------------------- | --------------------------------------------------------------------- | --------------------------------------------------------------------- | --------------------------------------------------------------------- | --------------------------------------------------------------------- | --------------------------------------------------------------------- | --------------------------------------------------------------------- |
| 9-6-2000                                                              | Teheran                                                               | Egitto                                                                | 0 – 1                                                                 | Corea del Sud                                                         | Amichevole                                                            | -                                                                     |                                                                       |
| 17-6-2000                                                             | Il Cairo                                                              | Egitto                                                                | 2 – 0                                                                 | Ghana                                                                 | Amichevole                                                            | -                                                                     | Ingresso                                                              |
| 25-8-2000                                                             | Porto Said                                                            | Egitto                                                                | 2 – 1                                                                 | Kenya                                                                 | Amichevole                                                            | -                                                                     |                                                                       |
| 2-9-2000                                                              | Alessandria d'Egitto                                                  | Egitto                                                                | 1 – 0                                                                 | Costa d'Avorio                                                        | Qual. Mondiali 2002                                                   | -                                                                     |                                                                       |
| 2-10-2000                                                             | Doha                                                                  | Qatar                                                                 | 0 – 1                                                                 | Egitto                                                                | Amichevole                                                            | -                                                                     |                                                                       |
| 9-1-2001                                                              | Il Cairo                                                              | Egitto                                                                | 3 – 0                                                                 | Zambia                                                                | Amichevole                                                            | -                                                                     | Ingresso                                                              |
| 14-1-2001                                                             | Porto Said                                                            | Egitto                                                                | 4 – 0                                                                 | Libia                                                                 | Qual. Mondiali 2002                                                   | -                                                                     | 82’                                                                   |
| 17-1-2001                                                             | Shanghai                                                              | Cina                                                                  | 0 – 0 (1 – 3 dtr)                                                     | Egitto                                                                | Amichevole                                                            | -                                                                     | Ingresso                                                              |
| 23-1-2001                                                             | Il Cairo                                                              | Egitto                                                                | 1 – 0                                                                 | Corea del Nord                                                        | Amichevole                                                            | -                                                                     | Uscita                                                                |
| 24-2-2001                                                             | Windhoek                                                              | Namibia                                                               | 1 – 1                                                                 | Egitto                                                                | Qual. Mondiali 2002                                                   | -                                                                     | 80’                                                                   |
| 11-3-2001                                                             | Il Cairo                                                              | Egitto                                                                | 5 – 2                                                                 | Egitto                                                                | Qual. Mondiali 2002                                                   | 1                                                                     |                                                                       |
| 19-3-2001                                                             | Il Cairo                                                              | Egitto                                                                | 3 – 3                                                                 | Estonia                                                               | Amichevole                                                            | -                                                                     | Uscita                                                                |
| 23-3-2001                                                             | Bengasi                                                               | Libia                                                                 | 2 – 0                                                                 | Egitto                                                                | Qual. Coppa d'Africa 2002                                             | -                                                                     |                                                                       |
| 24-4-2001                                                             | Il Cairo                                                              | Egitto                                                                | 3 – 0                                                                 | Canada                                                                | Amichevole                                                            | 1                                                                     | Uscita                                                                |
| 26-4-2001                                                             | Il Cairo                                                              | Egitto                                                                | 1 – 2                                                                 | Corea del Sud                                                         | Amichevole                                                            | -                                                                     |                                                                       |
| 6-5-2001                                                              | Il Cairo                                                              | Egitto                                                                | 1 – 0                                                                 | Senegal                                                               | Qual. Mondiali 2002                                                   | -                                                                     |                                                                       |
| 3-6-2001                                                              | Alessandria                                                           | Egitto                                                                | 3 – 2                                                                 | Sudan                                                                 | Qual. Mondiali 2002                                                   | -                                                                     |                                                                       |
| 10-6-2001                                                             | Nairobi                                                               | Kenya                                                                 | 1 – 1                                                                 | Egitto                                                                | Amichevole                                                            | -                                                                     | Uscita                                                                |
| 17-6-2001                                                             | Abidjan                                                               | Costa d'Avorio                                                        | 2 – 2                                                                 | Egitto                                                                | Qual. Coppa d'Africa 2002                                             | -                                                                     |                                                                       |
| 30-6-2001                                                             | Rabat                                                                 | Marocco                                                               | 1 – 0                                                                 | Egitto                                                                | Qual. Coppa d'Africa 2002                                             | -                                                                     |                                                                       |
| 13-7-2001                                                             | Alessandria d'Egitto                                                  | Egitto                                                                | 8 – 2                                                                 | Namibia                                                               | Qual. Mondiali 2002                                                   | 2                                                                     |                                                                       |
| 21-7-2001                                                             | Annaba                                                                | Algeria                                                               | 1 – 1                                                                 | Egitto                                                                | Qual. Mondiali 2002                                                   | -                                                                     | 66’                                                                   |
| 10-11-2001                                                            | Johannesburg                                                          | Sudafrica                                                             | 1 – 0                                                                 | Egitto                                                                | Amichevole                                                            | -                                                                     | Uscita                                                                |
| 30-12-2001                                                            | Doha                                                                  | Qatar                                                                 | 2 – 2                                                                 | Egitto                                                                | Amichevole                                                            | -                                                                     | 46’                                                                   |
| 4-1-2002                                                              | Il Cairo                                                              | Egitto                                                                | 2 – 0                                                                 | Ghana                                                                 | Amichevole                                                            | -                                                                     | 46’                                                                   |
| 6-1-2002                                                              | Ismailia                                                              | Egitto                                                                | 1 – 2                                                                 | Mali                                                                  | Amichevole                                                            | -                                                                     | 66’                                                                   |
| 11-1-2002                                                             | Il Cairo                                                              | Egitto                                                                | 2 – 2                                                                 | Burkina Faso                                                          | Amichevole                                                            | -                                                                     | 55’                                                                   |
| 20-1-2002                                                             | Bamako                                                                | Egitto                                                                | 0 – 1                                                                 | Senegal                                                               | Coppa d'Africa 2002 - 1º turno                                        | -                                                                     | 75’                                                                   |
| 25-1-2002                                                             | Bamako                                                                | Egitto                                                                | 1 – 0                                                                 | Tunisia                                                               | Coppa d'Africa 2002 - 1º turno                                        | -                                                                     |                                                                       |
| 31-1-2002                                                             | Bamako                                                                | Egitto                                                                | 2 – 1                                                                 | Zambia                                                                | Coppa d'Africa 2002 - 1º turno                                        | -                                                                     | 81’                                                                   |
| 4-2-2002                                                              | Sikasso                                                               | Camerun                                                               | 1 – 0                                                                 | Egitto                                                                | Coppa d'Africa 2002 - Quarti di finale                                | -                                                                     |                                                                       |
| 8-8-2002                                                              | Alessandria d'Egitto                                                  | Egitto                                                                | 4 – 1                                                                 | Etiopia                                                               | Amichevole                                                            | 1                                                                     | Uscita                                                                |
| 20-8-2002                                                             | Alessandria d'Egitto                                                  | Egitto                                                                | 2 – 0                                                                 | Uganda                                                                | Amichevole                                                            | -                                                                     | Uscita                                                                |
| 23-8-2002                                                             | Il Cairo                                                              | Egitto                                                                | 3 – 0                                                                 | Sudan                                                                 | Amichevole                                                            | 2                                                                     |                                                                       |
| 27-8-2002                                                             | Alessandria d'Egitto                                                  | Egitto                                                                | 0 – 1                                                                 | Libia                                                                 | Amichevole                                                            | -                                                                     |                                                                       |
| 7-9-2002                                                              | Antananarivo                                                          | Madagascar                                                            | 1 – 0                                                                 | Egitto                                                                | Qual. Coppa d'Africa 2004                                             | -                                                                     | 42’                                                                   |
| 22-12-2002                                                            | Ismailia                                                              | Egitto                                                                | 0 – 0                                                                 | Ghana                                                                 | Amichevole                                                            | -                                                                     |                                                                       |
| 29-3-2003                                                             | Port Louis                                                            | Mauritius                                                             | 0 – 1                                                                 | Egitto                                                                | Qual. Coppa d'Africa 2004                                             | -                                                                     | Uscita                                                                |
| 8-6-2003                                                              | Porto Said                                                            | Egitto                                                                | 7 – 0                                                                 | Mauritius                                                             | Qual. Coppa d'Africa 2004                                             | -                                                                     |                                                                       |
| 18-11-2003                                                            | Il Cairo                                                              | Egitto                                                                | 1 – 0                                                                 | Svezia                                                                | Amichevole                                                            | -                                                                     |                                                                       |
| 14-1-2004                                                             | Porto Said                                                            | Egitto                                                                | 2 – 2                                                                 | RD del Congo                                                          | Amichevole                                                            | -                                                                     |                                                                       |
| 17-1-2004                                                             | Porto Said                                                            | Egitto                                                                | 1 – 1                                                                 | Burkina Faso                                                          | Amichevole                                                            | -                                                                     | 46’                                                                   |
| 25-1-2004                                                             | Sfax                                                                  | Zimbabwe                                                              | 1 – 2                                                                 | Egitto                                                                | Coppa d'Africa 2004 - 1º turno                                        | 1                                                                     | 62’                                                                   |
| 29-1-2004                                                             | Susa                                                                  | Algeria                                                               | 2 – 1                                                                 | Egitto                                                                | Coppa d'Africa 2004 - 1º turno                                        | -                                                                     | 72’                                                                   |
| 29-11-2004                                                            | Il Cairo                                                              | Egitto                                                                | 1 – 1                                                                 | Bulgaria                                                              | Amichevole                                                            | -                                                                     | Uscita                                                                |
| 4-2-2005                                                              | Seul                                                                  | Corea del Sud                                                         | 0 – 1                                                                 | Egitto                                                                | Amichevole                                                            | -                                                                     |                                                                       |
| 9-2-2005                                                              | Il Cairo                                                              | Egitto                                                                | 4 – 0                                                                 | Belgio                                                                | Amichevole                                                            | -                                                                     | 58’                                                                   |
| 27-3-2005                                                             | Il Cairo                                                              | Egitto                                                                | 4 – 1                                                                 | Libia                                                                 | Qual. Mondiali 2006                                                   | -                                                                     |                                                                       |
| 27-5-2005                                                             | Madinat al-Kuwait                                                     | Kuwait                                                                | 0 – 1                                                                 | Egitto                                                                | Amichevole                                                            | -                                                                     | 56’                                                                   |
| 5-6-2005                                                              | Il Cairo                                                              | Egitto                                                                | 6 – 1                                                                 | Sudan                                                                 | Qual. Mondiali 2006                                                   | -                                                                     |                                                                       |
| 19-6-2005                                                             | Abidjan                                                               | Costa d'Avorio                                                        | 2 – 0                                                                 | Egitto                                                                | Qual. Mondiali 2006                                                   | -                                                                     |                                                                       |
| 16-11-2005                                                            | Il Cairo                                                              | Egitto                                                                | 1 – 2                                                                 | Tunisia                                                               | Amichevole                                                            | -                                                                     | 27’                                                                   |
| 27-12-2005                                                            | Il Cairo                                                              | Egitto                                                                | 2 – 0                                                                 | Uganda                                                                | Amichevole                                                            | -                                                                     |                                                                       |
| 5-1-2006                                                              | Alessandria d'Egitto                                                  | Egitto                                                                | 2 – 0                                                                 | Zimbabwe                                                              | Amichevole                                                            | -                                                                     |                                                                       |
| 14-1-2006                                                             | Il Cairo                                                              | Egitto                                                                | 1 – 2                                                                 | Sudafrica                                                             | Amichevole                                                            | -                                                                     |                                                                       |
| 20-1-2006                                                             | Il Cairo                                                              | Egitto                                                                | 3 – 0                                                                 | Libia                                                                 | Coppa d'Africa 2006 - 1º turno                                        | -                                                                     |                                                                       |
| 24-1-2006                                                             | Il Cairo                                                              | Egitto                                                                | 0 – 0                                                                 | Marocco                                                               | Coppa d'Africa 2006 - 1º turno                                        | -                                                                     |                                                                       |
| 28-1-2006                                                             | Il Cairo                                                              | Egitto                                                                | 3 – 1                                                                 | Costa d'Avorio                                                        | Coppa d'Africa 2006 - 1º turno                                        | -                                                                     |                                                                       |
| 3-2-2006                                                              | Il Cairo                                                              | Egitto                                                                | 4 – 1                                                                 | RD del Congo                                                          | Coppa d'Africa 2006 - Quarti di finale                                | -                                                                     |                                                                       |
| 7-2-2006                                                              | Il Cairo                                                              | Egitto                                                                | 2 – 1                                                                 | Senegal                                                               | Coppa d'Africa 2006 - Semifinale                                      | -                                                                     |                                                                       |
| 10-2-2006                                                             | Il Cairo                                                              | Egitto                                                                | 0 – 0 dts (4 – 2 dtr)                                                 | Costa d'Avorio                                                        | Coppa d'Africa 2006 - Finale                                          | -                                                                     |                                                                       |
| 3-6-2006                                                              | Elche                                                                 | Spagna                                                                | 2 – 0                                                                 | Egitto                                                                | Amichevole                                                            | -                                                                     | 64’                                                                   |
| 21-11-2007                                                            | Porto Said                                                            | Egitto                                                                | 0 – 0                                                                 | Libia                                                                 | Amichevole                                                            | -                                                                     | Ammonizione                                                           |
| 11-2-2009                                                             | Il Cairo                                                              | Egitto                                                                | 2 – 2                                                                 | Ghana                                                                 | Amichevole                                                            | -                                                                     | 59’                                                                   |
| 29-3-2009                                                             | Il Cairo                                                              | Egitto                                                                | 1 – 1                                                                 | Zambia                                                                | Qual. Mondiali 2010                                                   | -                                                                     |                                                                       |
| 5-9-2009                                                              | Kigali                                                                | Ruanda                                                                | 0 – 1                                                                 | Egitto                                                                | Qual. Mondiali 2010                                                   | -                                                                     | 59’                                                                   |
| 10-10-2009                                                            | Chililabombwe                                                         | Zambia                                                                | 0 – 1                                                                 | Egitto                                                                | Qual. Mondiali 2010                                                   | -                                                                     | 58’                                                                   |
| 5-11-2009                                                             | Assuan                                                                | Egitto                                                                | 5 – 1                                                                 | Tanzania                                                              | Amichevole                                                            | 1                                                                     | Uscita                                                                |
| 18-11-2009                                                            | Omdurman                                                              | Algeria                                                               | 1 – 0                                                                 | Egitto                                                                | Qual. Mondiali 2010                                                   | -                                                                     | 56’                                                                   |
| Totale                                                                |                                                                       | Presenze                                                              | 69                                                                    |                                                                       | Reti                                                                  | 9                                                                     |                                                                       |

## Palmarès

### Club

#### Competizioni nazionali
- Coppa d'Egitto: 3

Ismaily: 1999-2000
Al-Ahly: 2005-2006, 2006-2007
- Campionato egiziano: 8

Ismaily: 2001-2002
Al-Ahly: 2004-2005, 2005-2006, 2006–2007, 2007-2008, 2008-2009, 2009-2010, 2010-2011
- Supercoppa d'Egitto: 6

Al-Ahly: 2005, 2006, 2007, 2008, 2010, 2011

#### Competizioni internazionali
- Champions League araba: 1

Al-Ahli: 2002
- CAF Champions League: 5

Al-Ahly: 2005, 2006, 2008, 2012, 2013
- Supercoppa CAF: 4

Al-Ahly: 2005, 2006, 2008, 2012

### Nazionale
- Coppa d'Africa: 1

2006

### Individuale
- Calciatore egiziano dell'anno: 2

2002, 2009
- Capocannoniere della CAF Champions League: 1

2005 (7 gol)
- Miglior giocatore CAF in competizioni per club: 1

2005
- BBC African Footballer of the Year: 1

2005
- Miglior giocatore del campionato egiziano: 1

2009